# Il était une histoire
Il était une histoire est le 1er album de Cassandre (musique).

## Titres
1. Guet-Apens
2. L'Arc-en-Ciel
3. Il Etait une Histoire
4. De l'Amour
5. Donne-moi la vie
6. Liberté
7. Plus fort que moi
8. On est deux
9. Viole d'Amour
10. Plus Vite
11. Et Sonnera l'Heure...

## Singles
- Liberté